# Crespano del Grappa
Crespano del Grappa es una localidad y comune italiana de la provincia de Treviso, región de Véneto, con 4.767 habitantes.

## Evolución demográfica
| Gráfica de evolución demográfica de Crespano del Grappa entre 1861 y 2001 |
|                                                                           |
| Fuente ISTAT - elaboración gráfica de Wikipedia                           |